# Oliver Kaul

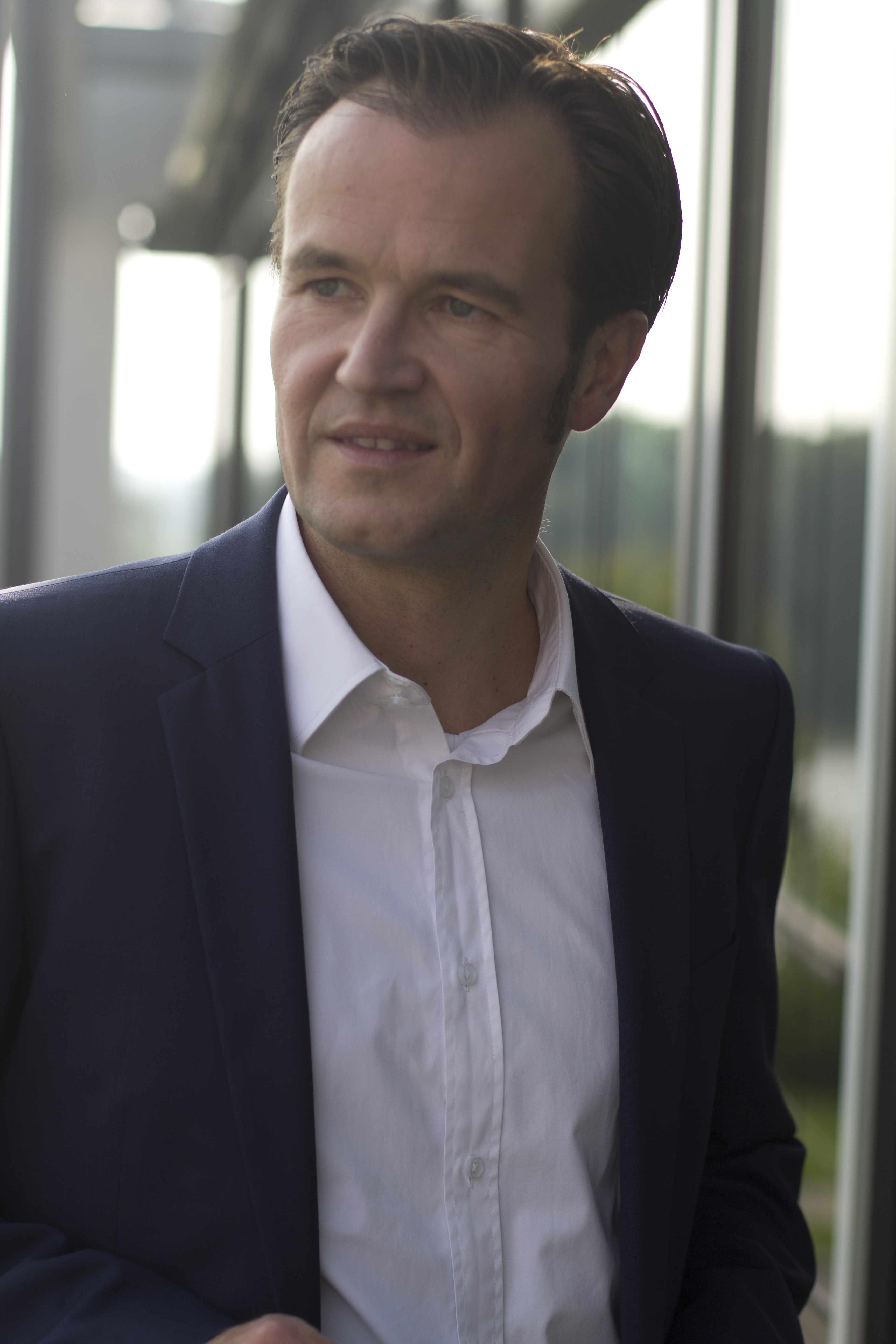
Oliver Kaul

Oliver Kaul ist ein deutscher Ökonom und Professor für Marketing und International Management an der Hochschule Mainz.

## Werdegang
Oliver Kaul studierte Wirtschaftswissenschaften an der Justus-Liebig-Universität Gießen. Ab 1995 promovierte er an der Professur für BWL und Marketing an der Johannes Gutenberg-Universität Mainz sowie an der Columbia University New York und schloss seine Promotion mit dem Dissertationsthema „Wettbewerberreputation für Aggressivität – Ein Schlüsselkonstrukt im Marketingwettbewerb“ ab. Seit 2003 ist er Inhaber des Lehrstuhls für International Business und Management am Fachbereich Wirtschaft an der Hochschule Mainz. Seine Lehrgebiete umfassen Marketing und strategisches Management.
Internationale Forschungsaufenthalte verbrachte er an der Columbia Business School (USA) und an der Hong Kong University of Science and Technology (China). Darüber hinaus präsentierte er seine Forschungsergebnisse an den führenden Business Schools in Europa, USA und Asien, darunter UC Berkeley (USA), New York University (USA), Columbia University (USA), University of California, Los Angeles (USA), INSEAD (Frankreich) und Humboldt-Universität zu Berlin (Deutschland).

## Forschungs- und Beratungsschwerpunkte
Zu den Forschungsschwerpunkten von Oliver Kaul gehören die Themen wettbewerbsorientierte Marketingstrategie sowie qualitative und quantitative Marktforschungsprojekte.
Als Experte für Pricing und Innovation führt er Forschungsprojekte durch, die sich mit datenbasierten Empfehlungen zur maximalen Risikoreduktion bei Innovations- und Preisentscheidungen beschäftigen. Seine Tätigkeit erstreckt sich dabei auf Shopper- und Consumer-Research sowie Consumer-Centric Marketingstrategien.
Weitere Forschungs- und Beratungsaktivitäten liegen in den Bereichen Neuprodukteinführung, Produktvariation und der Entwicklung entsprechender Simulationsmodelle zur Prognose zu erwartender Marktanteils- und/oder Volumensveränderungen auf Basis von Conjoint-Analysen.
Kaul ist Mitbegründer des m3-Forums. M3 steht für Marketing, Management, Mainz und bietet für Top-Entscheider aus der Praxis eine Plattform an der Hochschule Mainz, um Studenten aktuelle Themen aus der Praxis zu vermitteln.

## Unternehmensgründer
Im Jahre 1998 gründete Kaul das Beratungsunternehmen smartcon GmbH und ist bis heute Vorsitzender des Academic Board. Das Marktforschungsinstitut mit Sitz in Mainz ist ein wissenschaftsnahes Research- und Beratungsunternehmen und branchenübergreifend in über 40 Ländern tätig.